# Giornale del Mattino (Firenze)

## Storia

### Dalla fondazione al 1947
Durante la seconda guerra mondiale venne pubblicata a Firenze la «Nazione del Popolo». Organo del Comitato di Liberazione Nazionale della Toscana, venne stampato nella tipografia dell'ex principale quotidiano cittadino, «La Nazione», sospeso per le compromissioni con la Repubblica Sociale Italiana. Il 5 luglio 1946 divenne un giornale indipendente.
Nel novembre 1946 si tennero a Firenze le prime elezioni amministrative libere. Prevalsero i partiti di sinistra. L'effetto sul mondo dell'informazione fu immediato: PSI e PCI presero il controllo del quotidiano gestito dal Comune, il «Nuovo Corriere», all'epoca il principale foglio cittadino, lasciando al partito di minoranza, la DC, la «Nazione del Popolo».

### Il Mattino dell'Italia centrale
Nel 1947 «La Nazione» ottenne il permesso di tornare in edicola, con la testata «La Nazione Italiana». Prima che ciò avvenisse, la «Nazione del Popolo» cambiò nome ne «Il Mattino dell'Italia centrale», in modo da non essere confuso con la più nota testata. Il primo numero della nuova serie uscì il 5 febbraio 1947; il direttore responsabile era Cristiano Ridomi, il redattore capo Raffaello Palandri.
Tra il 1952 e il 1953 fu costruita la nuova sede, in via Santa Caterina d'Alessandria, angolo via delle Ruote. Il Palazzo del Mattino fu pronto in tempo per un nuovo cambio di testata, da «Il Mattino dell'Italia centrale» al «Giornale del Mattino», effettuato nei primi mesi del 1954. Il cambiamento fu effettuato per evitare confusione con «Il Mattino» di Napoli.

### Giornale del Mattino
Il 13 gennaio 1963 apparve sul quotidiano un articolo-intervista intitolato "La Chiesa e la Patria", nel quale don Ernesto Balducci, presbitero e scrittore, intervenne a favore dell'obiezione di coscienza. Nonostante non fosse la prima volta che un personaggio pubblico difendesse l'obiezione di coscienza (lo avevano già fatto don Danilo Cubattoli e don Lorenzo Milani, tra il 1963 e il 1964), l'articolo suscitò un enorme clamore. Balducci subì un processo, conclusosi con la condanna per apologia di reato.
Il 17 giugno 1966 la SET, proprietaria del Giornale del Mattino, dichiarò fallimento. Il 31 luglio uscì l'ultimo numero del quotidiano.

## Direttori
- Cristiano Ridomi (5 febbraio 1947 – 5 maggio 1951)[6];
- Ettore Bernabei, condirettore responsabile (6 maggio 1951 -  28 febbraio 1952);
- Ettore Bernabei (1º marzo 1952 – 4 agosto 1956) - Il 21 febbraio 1954 “Il Mattino” cambia testata in “Giornale del Mattino”
- Arturo Chiodi[7] (5 agosto 1956 – 30 settembre 1957)
- Hombert Bianchi (1º ottobre 1957 – 15 settembre 1960)
- Leonardo Pinzauti ( - 15 settembre 1963)
- Hombert Bianchi, 2ª volta ( - 2 aprile 1965)
- Osvaldo Biondi (aprile 1965 – 31 luglio 1966)

## Firme
Tra i più noti collaborati del Mattino dell'Italia centrale si ricordano:
- Paolo Cavallina (inviato speciale fino al 1956);
- Oriana Fallaci;
- Giancarlo Masini (dal 1947 al 1965).

Tra i più noti collaboratori del Giornale del Mattino, si ricordano:
- Romeo Anconetani (redattore di calcio)[8]
- Vittorio Citterich (inviato speciale tra anni 1950 e 1960);
- Gian Paolo Cresci (vinse il Premiolino nel 1964);
- Sergio Lepri (redattore capo dal 1953 al 1956, poi corrispondente estero);
- Mario Luzi;
- Gianni Pasquarelli (fu editorialista fino al 1965);
- Giulio Torrini (dal 1953 al 1966).